# Live at Bistro S:t Stefan
Live at Bistro S:t Stefan är ett musikalbum med Billey Shamrock utgivet 2001.
Inför en synnerligen glad publik på Södermalm i Stockholm framför Billey Shamrock låtar av Dan Andersson, Owe Thörnqvist, Elvis Presley, Cornelis Vreeswijk och Evert Taube. Dessutom egna alster.